# ラーンナー病院
ラーンナー病院（英語:Lanna Hospital、タイ語：โรงพยาบาลลานนา）は、タイ北部チエンマイ県ムアンチエンマイ郡にある私立総合病院の一つである。1976年開業。ランナ病院とも表記される。

## 概略
ラーンナー病院はラームカムヘーングループの経営する私立総合病院の一つである。ベッド数180床。ICU（集中治療室）を備え、小児科医、産科医も常勤でいる。CT、血液透析が可能。救急車を保有し、救急救命治療も可能。航空機搬送のネットワークにも入っている。

## 沿革
1976年7月1日、60床規模の総合病院として開業。1981年、病院棟を125床に増築。1983年に外来棟を増築、診察室を3室増築して12室へ、手術室は2室機器準備室を増築して、4室とした。1992年、特別個室を備えたB病院棟を建設し、1994年に開館した。さらに42床増加。
1993年12月23日株式会社「チェンマイ医療事業社」（เชียงใหม่ธุรกิจการแพทย์：ＬＮＨ）として商務省に登記を行い、1994年10月17日に許可を受ける。1995年トンブリー病院ネットワークに加盟。1997年10月28日、タイ投資委員会(BOI)から資金を受け、3階建ての在宅サービスセンターを建設。1999年11月17日、ISO 9002、2004年2月27日ISO 9001を取得。同年、健康診断センターを設置した。
2007年1月23日からラームカムヘーングループに加盟。同年4月女性ガンセンターを設置。2008年、社名を「チェンマイラーム医療事業社」（เชียงใหม่รามธุรกิจการแพทย์:CMR）に改名。同年6月23日ＣＴスキャンを導入し、さらに心臓血管バルーン拡張センターを設置した。

## 系列病院
ラーマカムヘーングループ病院のネットワークに入っている。
- バンコク
  - ラームカムヘーン病院
  - ターフーコーヂャムーク病院 （โรงพยาบาลตา หู คอ จมูก）
  - シンペート病院（โรงพยาบาลสินแพทย์）
  - ウィパーワディー病院（โรงพยาบาลวิภาวดี ）
  - ウィパーラーム病院（โรงพยาบาลวิภาราม）
- アユタヤ県
  - ラーチャターニー病院（โรงพยาบาลราชธานี）
- ラーチャブリー県
  - ムアンラート病院（โรงพยาบาลเมืองราช）
- ナコーンパトム県
  - テーパコーン病院（โรงพยาบาลเทพากร）
  - サナームチャン病院（โรงพยาบาลสนามจันทร์）
- チエンマイ県
  - チェンマイラーム病院
  - テープパンヤー病院（โรงพยาบาลเทพปัญญา）
  - チャーンプアック病院（โรงพยาบาลช้างเผือก）
- ラムパーン県
  - ケーラーンナコーンラーム病院（โรงพยาบาลเขลางค์นคร-ราม）
- パヤオ県
  - パヤオラーム病院
- ルーイ県
  - ムアンルーイ病院
- プレー県
  - プレーラーム病院
- ターク県
  - パウォー病院（โรงพยาบาลพะวอ）
- コーンケン県
  - コーンケンラーム病院
- スリン県
  - スリン・ルワムペート病院（โรงพยาบาลรวมแพทย์ สุรินทร์）

## 国際対応
ほとんどの医師は英語が可能であり、また日本語通訳はいない。